# Йозеф Мігаш
Йозеф Мігаш (словац. Jozef Migaš; нар. 7 січня 1954) — словацький державний і політичний діяч, дипломат. Надзвичайний і Повноважний Посол Словаччини в Києві. Голова Національної ради Словацької Республіки.

## Біографія
Народився 7 січня 1954 року. У 1978 році закінчив Київський державний університет ім. Т. Шевченка, філософський факультет. У 1982 році закінчив Аспірантуру Київський державний університет ім. Т. Шевченка. Доктор філософії. У 2003 році проходив стажування у США в American Language Communication Centre — в області зовнішньої політики і удосконалення англійської мови. Володіє іноземними мовами: українською, російською, англійською.
До 1989 року працював асистентом, доцентом у Вищій політичній школі ЦК КПС у Братиславі, працював у партійних структурах Словацької академії наук у м. Кошиці.
У 1989 — став одним із засновників Партії демократичних лівих, менеджер виконавчого комітету партії.
У 1993 році перейшов на дипломатичну роботу, працював радником-посланцем Посольства Словацької Республіки в Києві.
У 1995—1996 рр. — Надзвичайний і Повноважний Посол Словаччини в Україні.
У 1996—2001 рр. — голова Партії демократичних лівих.
У 1998—2002 рр. — Голова Національної ради Словацької Республіки.
У 1998—1999 рр. — виконував обов'язки Президента Словаччини.
У 2003—2009 рр. — займався підприємницькою діяльністю.
З 2009 року — Надзвичайний і Повноважний Посол Словаччини в Росії.